# タマン・バハギア駅
タマン・バハギア駅 （タマン・バハギアえき、マレー語:Stesen Taman Bahagia）は、マレーシアのクアラルンプールにある、ラピドKLクラナ・ジャヤ線の駅である｡

## 歴史
- 1998年9月1日開業

## 駅構造
相対式ホーム2面2線をもつ高架駅である。